# Scorpaena miostoma
Scorpaena miostoma és una espècie de peix pertanyent a la família dels escorpènids.

## Descripció
- Fa 13 cm de llargària màxima.
- Boca petita.
- Té escates petites al davant de la base de l'aleta pectoral.[5][6]

## Hàbitat
És un peix marí, demersal i de clima temperat.

## Distribució geogràfica
Es troba al Pacífic nord-occidental: des de la prefectura de Chiba (el Japó) fins a Busan (Corea del Sud) i Taiwan.

## Observacions
És inofensiu per als humans.